# Jesús Ángel Solana Bermejo
Jesús Ángel Solana Bermejo va ser un jugador de futbol espanyol; va néixer el 25 de setembre de 1965 a Arnedo, La Rioja. Va ser internacional amb la selecció espanyola.

## Trajectòria
Es va formar com a jugador en les categories inferiors del Reial Madrid, i va arribar a la primera plantilla de l'equip blanc en la temporada 1985-86, durant la qual va jugar quatre partits. Però a l'any següent, es va convertir en el recanvi perfecte per al gran capità del Reial Madrid en aquells moments, José Antonio Camacho, i va arribar a jugar en 34 partits de lliga, en què, a més, va marcar dos gols. La seva bona tasca i polivalència com defensa van fer que fos convocat amb la selecció.
En els anys següents va seguir jugant bastants partits amb el Reial Madrid, equip amb el qual va guanyar les cinc famoses lligues consecutives de la Quinta del Buitre. No obstant això, les lesions van fer que no acabés d'aconseguir una titularitat que va haver de compartir amb altres jugadors del planter com Julio Llorente, el veterà Camacho, o l'asturià Esteban Gutiérrez. La temporada 1991-92, deixà les files del Reial Madrid per a reforçar les del Reial Saragossa. Allà hi va a viure l'edat daurada de l'equip aragonès de la mà de l'entrenador Víctor Fernández i de grans jugadors com Pardeza, Santiago Aragón o Gustavo Poyet entre d'altres.
Retirat del futbol, ha seguit lligat al Reial Saragossa com a entrenador del Reial Saragossa B.

### Selecció
Ha estat internacional amb la selecció espanyola en un partit: Espanya 2-0 Irlanda (Sevilla, 16 de novembre de 1988).

## Clubs
| Club            | Any       |
| --------------- | --------- |
| Castella        | 1983-1985 |
| Reial Madrid    | 1985-1991 |
| Reial Saragossa | 1991-2000 |

## Clubs (com a entrenador)
| Club            | Any       |
| --------------- | --------- |
| Real Zaragoza B | 2003-2006 |

## Palmarès
- 5 lligues espanyoles amb el Reial Madrid
- 1 Copa del Rei amb el Reial Saragossa
- 1 Recopa d'Europa amb el Reial Saragossa